# Порочная страсть
«Порочная страсть» (англ. Arbitrage, букв. рус. Арбитраж) — американский драматический триллер режиссёра Николаса Джареки. Премьера состоялась 21 января 2012 года на кинофестивале «Сандэнс» (Sundance Film Festival). Актёрская работа исполнителя главной роли Ричарда Гира была отмечена номинацией на премию «Золотой глобус».

## Сюжет
Мультимиллиардер Роберт Миллер (Ричард Гир) собирается продать хедж-фонд, которым управляет совместно со своей дочерью Брук (Брит Марлинг). Но дочь и работники компании не знают, что из-за неудачной сделки Роберту пришлось подделать креативный учёт, чтобы покрыть инвестиционные потери и избежать ареста за мошенничество. Потенциальный покупатель — предприниматель Джеймс Мэйфилд (Грейдон Картер) задерживает процесс сделки. Они назначают встречу в ресторане, чтобы подписать контракты, но в этот же день у любовницы Роберта Жюли Кост (Летиция Каста) открытие галереи. Роберт выбирает пойти на бизнес-встречу и игнорирует звонки любовницы, но Мэйфилд так и не приходит.
Миллер идет на открытие галереи Жюли, но она просит его уйти. Они ссорятся, но потом мирятся и Жюли соглашается на совместную поездку. В дороге Роберт отключается за рулем и они попадают в аварию в которой Жюли погибает. Вместо того чтобы позвонить в 911, Миллер бежит с места преступления. Он звонит Джимми Гранту (Нэйт Паркер) — сыну его личного шофера — который чувствует себя обязанным Миллеру, за то что тот оплатил медицинские счета его отца. Джимми отвозит его домой, где Миллер удаляет записи с камер наблюдения, сжигает окровавленную одежду и ложится в постель в 4:30 утра, что вызывает подозрения у его жены Эллен (Сьюзан Сарандон).
На следующий день Миллер обсуждает свою ситуацию с адвокатом, выставив её за воображаемую. Адвокат советует этому воображаемому человеку во всем признаться, поскольку ему придется лгать и лгать, чтобы замять историю. Позднее Миллера допрашивает детектив Брайер (Тим Рот), который убежден что именно Роберт виновен в смерти Жюли Кот. Тем временем Брук узнает о финансовом мошенничестве в компании — со счетов исчезли около 400 млн долларов. Боясь оказаться замешанной в этом деле, она решает поговорить с отцом, который признается в содеянном, но утверждает, что все будет в порядке, если они будут молчать о проблеме и быстро продадут фонд.
Детектив Брайер находит прямую улику — фото с камер наблюдения, зарегистрировавшее Джимми Гранта за рулём той самой ночью. Джимми арестовывают и судят, но он упрямо отказывается признать, что помог Миллеру уйти от правосудия. Ему светит тюрьма, но Миллер отказывается признаваться в содеянном, говорит, что инвесторы на него рассчитывают, и нужно сначала продать фонд, а потом уже во всем признаваться. Ситуацию, впрочем, удается разрешить — выясняется, что фото подделка, изготовленная Брайером.
После финансового аудита Миллер и Мэйфилд договариваются о цене. Позже Мэйфилд проводит второй аудит, который выявляет существующие проблемы, но решает игнорировать это и все же купить фонд. Жена Миллера Эллен предлагает мужу сделку: либо он отписывает все свое состояние в пользу ее благотворительного фонда и Брук, и тогда она обеспечит ему алиби, либо она рассказывает всё полиции, и Миллер сядет в тюрьму.
В финале Роберт и его семья присутствуют на торжественном банкете. Брук произносит хвалебную речь в честь отца как видного филантропа, но её холодные объятия свидетельствуют, что она потеряла к нему всякое уважение. Роберт поднимается на сцену, чтобы произнести речь, но фильм заканчивается до того, как зритель узнает, что он сказал.

## В ролях
- Ричард Гир — Роберт Миллер
- Тим Рот — детектив Брайер
- Сьюзан Сарандон — Эллен Миллер
- Брит Марлинг — Брук Миллер
- Летиция Каста — Жюли Кот
- Нэйт Паркер — Джимми Грант
- Стюарт Марголин — Сид Фелдер
- Крис Айгеман — Гевин Бриер
- Грейдон Картер — Джеймс Мейфилд
- Брюс Олтмен — Крис Воглер
- Пола Девик — Синди

## Критика
Фильм считается «свежим», согласно Rotten Tomatoes, с показателем «Томатометра» в 87 %, с средним рейтингом 7 балла из 10. Рецензия-опрос веб-сайта Rotten Tomatoes показала, что 64 % аудитории, оценив на 3.5 балла из 5, дали положительный отзыв о фильме.

## Награды
Фильм был номинирован на 7 премий и выиграл 4: National Board of Review «Top 10 Independent Films», African American Film Critics Association «Best Supporting Actor: Nate Parker», Hamptons International Film Festival «Breakthrough Performer: Nate Parker».